# Kenhub
Kenhab (engl. Kenhub) kompanija je koja se bavi onlajn edukacijom, namenjena studentima, profesionalcima i institucijama iz sfere biomedicinskih nauka. Kompanija održava e-learning platformu za učenje anatomije, histologije i radiologije.
Kenhab je osnovan 2012. godine u Berlinu u Nemačkoj, a trenutno smešten u Lajpcigu. Kenhab nudi sadržaj na engleskom, nemačkom i portugalskom jeziku. 

## Istorija
Kenhab je osnovan u Berlinu u Nemačkoj 2012. godine uz pomoć javnog finansiranja iz fonda EXIST Gründerstipendium. Platforma je inicijalno nudila kvizove i članke iz oblasti anatomije čoveka na engleskom i nemačkom jeziku. Godine 2013, kompanija je proširila svoj sadržaj i uključila video lekcije i edukativne ilustracije.
U 2016. godini Kenhab dodaje sekciju histologije, a u 2017. sekciju radiologije. U 2018. godini Kenhab lansira sajt na portugalskom jeziku.

## Kompanija
Kenhab je profitna organizacija. Izvršni direktor firme je Nils Hapke. Ko-osnivači firme su Johanes Kuler, Žoao Kosta, Joav Aner i Kristofer Beker. Kompanija zapošljava preko 10 stalno zaposlenih lica, i nekoliko freelancer-a širom sveta. Kenhab održava nekoliko platformi, kakve su GetBodySmart i Daily Anatomy.
Kenhab sarađuje sa naučnim zajednicama sa nekoliko fakulteta, koji uključuju Freie Universität Berlin, Democritus University of Trace, University of Colorado, Hochschule Fresnius – University of Applied Sciences.

## Sadržaj
Kenhab nudi sadržaj namenjen studentima i profesionalcima iz medicinske zajednice. Zvanična stranica nudi besplatnu registraciju sa ograničenim pristupom sadržaju sajta (Osnovni nalog). Korisnici imaju opciju da se pretplate na sajt i dobiju neograničen pristup celom sadržaju (Premium nalog).
Sadržaj je fokusiran na pretkliničke predmete kakvi su anatomija, histologija i radiologija. Sadržaj je dostupan u formatu tekstualnih lekcija, video zapisa i test-kvizova na engleskom, portugalskom i nemačkom jeziku. Anatomska terminologija je dostupna i na latinskom jeziku.

### Lekcije
Sa preko 770 pisanih lekcija koje su besplatne svim registrovanim korisnicima, Kenhab nudi materijal za učenje anatomije, histologije, radiologije, fiziologije i patologije. Lekcije su praćene vizuelnim materijalima kao što su ilustracije i dijagrami.

### Test-kvizovi
Kenhab nudi preko 500 test-kvizova iz predmeta anatomije, histologije i radiologije. Kvizovi su ponuđeni u različitim stepenima težine kao što su „Osnovna identifikacija“, „Ispitna pitanja“, „Pametni miks“ i „Pripoji, inervacija, vaskularizacija i funkcija mišića“.

### Video lekcije
Kenhab nudi preko 100 sati video materijala. Sav materijal postoji na zvaničnom sajtu, a određeni deo postoji i na Youtube. Video lekcije su u vidu 10-30 minuta dugih lekcija i fokusirane su na vizuelno učenje. Lekcije su vođene naratorom.

### Atlas
Kenhab nudi preko 5000 obeleženih ilustracija koje uključuju anatomske ilustracije i obeležene dijagrame, kadaverične slike, anatomiju poprečnog preseka, histološke isečke i radiografske snimke (MRI, CT, X-ray).